# Spodoptera exempta
Spodoptera exempta är en fjärilsart som beskrevs av Walker 1856. Spodoptera exempta ingår i släktet Spodoptera och familjen nattflyn. Inga underarter finns listade i Catalogue of Life.